# Derocheilocaris tehiyae
Derocheilocaris tehiyae is een kreeftachtigensoort uit de familie van de Derocheilocarididae. De wetenschappelijke naam van de soort is voor het eerst geldig gepubliceerd in 1970 door Masry & Por.